# Kukmorsky (huyện)
Huyện Kukmorsky (tiếng Nga: ? райо́н) là một huyện hành chính tự quản (raion), của Tatarstan, Nga. Huyện có diện tích 1555 km², dân số thời điểm ngày 1 tháng 1 năm 2000 là 53200 người. Trung tâm của huyện đóng ở Kukmor.